# Бібліографія Фріца Лайбера

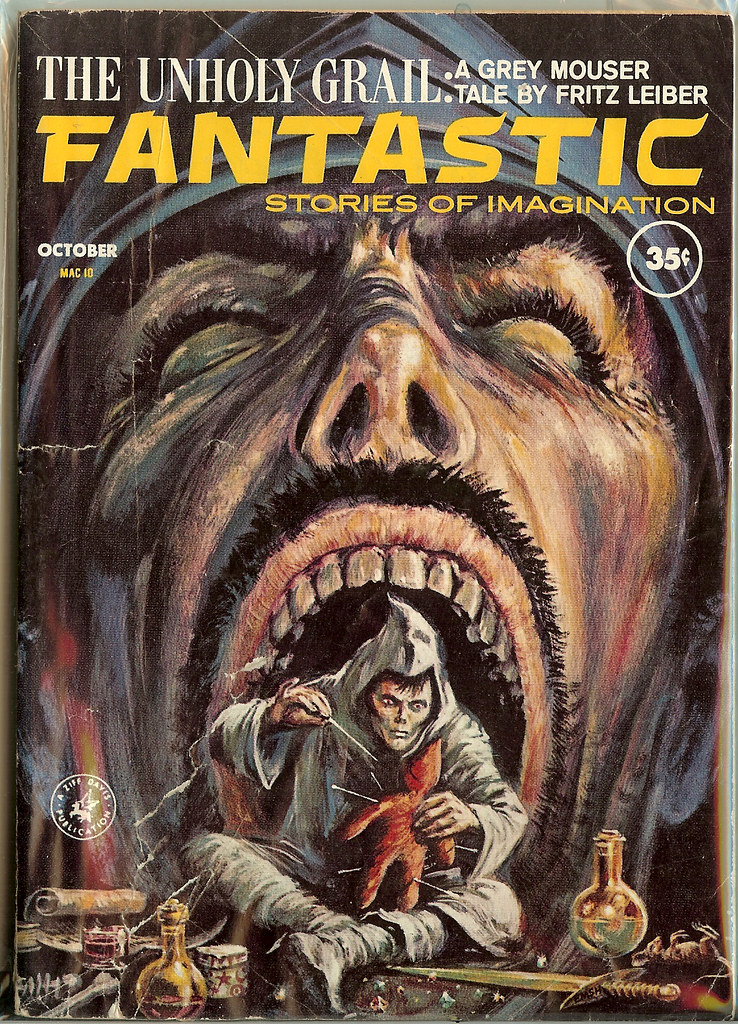
«Нечестивий Грааль» був обкладинкою жовтневого номера журналу Fantastic за 1962 рік.

Нижче наведена бібліографія науково-фантастичних творів американського письменника німецького походження, Фріца Лайбера (1910-1992).

### Фафгрд та Сірий Мишолов
1. «Мечі та чортівня» (англ. «Swords and Deviltry»; 1970), збірка з 4 оповідань;
2. «Мечі проти смерті» (англ. «Swords Against Death»; 1970), збірка з 10 оповідань;
3. «Мечі в тумані» (англ. «Swords in the Mist»; 1968), збірка з 6 оповідань;
4. «Мечі проти чаклунства» (англ. «Swords Against Wizardry»; 1968), збірка з 4 оповідань;
5. «Мечі Ланкмара» (англ. «The Swords of Lankhmar»; 1968);
6. «Мечі та крижана магія» (англ. «Swords and Ice Magic»; 1977), збірка з 8 оповідань;
7. «Лицар і шахрай на мечах» (англ. «The Knight and Knave of Swords»; 1988), перевидане з назвою «Прощання з Ланхмаром» (англ. «Farewell to Lankhmar»; 1998 у США; 2000 у Великій Британії).

Омнібуси
1. «Три мечі» (англ. «The Three Swords») — омнібус з 1-3 книг;
2. «Меч майстрів» (англ. «The Sword's Masters») — омнібус з 4-6 книг.

## Романи/Повісті

### 1940-ві
- «Зачаклуй дружину» (англ. «Conjure Wife»; 1943) — професор коледжу виявив, що його дружина (і багато інших жінок) регулярно використовують магію заради себе та своїх чоловіків
- «Пітьма, прийди!» (англ. «Gather, Darkness!»; 1943) — революція проти технологічної теократії
- «Доля три рази» (англ. «Destiny Times Three»; 1945) — війна альтернативних реальностей

### 1950-ті
- «Грішні» (англ. «The Sinful Ones»; 1953), із оповідання «You're All Alone» (1950), переписано в 1980 році.
- «Зелене тисячоліття» (англ. «The Green Millennium»; 1953) — кримінально-пригодницький роман

### 1960-ті
- «Безмежний час» (англ. «The Big Time»; 1958, розширений 1961 року) — темпоральна війна
- «Ніч довгих ножів» (англ. «The Night of the Long Knives»; 1960 — постапокаліптичне сталкерство
- «Срібні яйцеголови» (англ. «The Silver Eggheads»; 1961, скорочена версія була опублікована в журналі The Magazine of Fantasy & Science Fiction у 1959 році)
- «Блукач» (англ. «The Wanderer»; 1964) — роман-катастрофа
- «Тарзан і Золота долина»[en] (англ. «Tarzan and the Valley of Gold»; 1966)
- «Привид блукає Техасом» (англ. «A Specter Is Haunting Texas»; 1969) — гумористично-пригодницький роман

### 1970-ті
- «Усі ви — самотні» (англ. «You're All Alone»; 1972, до першого книжкового видання увійшли також два коротші твори)
- «Наша пані темряви» (англ. «Our Lady of Darkness»; 1977) — містика
- «Острів Райм» (англ. «Rime Isle»; 1977, щось середнє між повістю та збіркою з двох повістей)
- «Справи Даніеля Кессеріха» (англ. «The Dealings of Daniel Kesserich»; 1977)

## Оповідання

### 1930-ті
- «Двоє шукали пригод» перейменована в «Коштовності в лісі» (англ. «Two Sought Adventure» / «The Jewels in the Forest»; 1939)

### 1940-ві
- «Автоматичний пістолет» (англ. «The Automatic Pistol»; 1940)
- «Чорний берег» (англ. «The Bleak Shore»; 1940)

- «Виюча вежа» (англ. «The Howling Tower»; 1941)
- «Вони ніколи не повертаються» (англ. «They Never Come Back»; 1941)
- «Димний привид» (англ. «Smoke Ghost»; 1941)

- «Вбивця-привид» або «Спадщина» (англ. «The Phantom Slayer» / «The Inheritance»; 1942)
- «Влада ляльок» (англ. «The Power of the Puppets»; 1942)
- «Пагорб і яма» (англ. «The Hill and the Hole»; 1942)
- «Особняк павука» (англ. «Spider Mansion»; 1942)
- «Пес» (англ. «The Hound»; 1942)
- «Затонула земля» (англ. «The Sunken Land»; 1942)

- «Брат мутанта» (англ. «The Mutant's Brother»; 1943)
- «Будинок злодіїв» (англ. «Thieves' House»; 1943)
- «Влаштувати римське свято» (англ. «To Make a Roman Holiday»; 1943)

- «Табу» (англ. «Taboo»; 1944)
- «Здоровий глузд» або «Божевільний вовк» (англ. «Sanity» / «Crazy Wolf»; 1944)
- «Думка» (англ. «Thought»; 1944)
- «Бізнес на вбивствах» (англ. «Business of Killing»; 1944)

- «Розшукується ворог» (англ. «Wanted — An Enemy»; 1945)
- «Сни Альберта Морленда» (англ. «The Dreams of Albert Moreland»; 1945)

- «Пан Бауер і атоми» (англ. «Mr. Bauer and the Atoms»; 1946)
- «Аліса та алергія» (англ. «Alice and the Allergy»; 1946)

- «Гамбіт адепта» (англ. «Adept's Gambit»; 1947)
- «Щоденник під снігом» (англ. «Diary in the Snow»; 1947)
- «Чоловік, який ніколи не молодіє» (англ. «The Man Who Never Grew Young»; 1947)

- «Дівчина з голодними очима» (англ. «The Girl with the Hungry Eyes»; 1949)
- «На рентгенівському знімку» (англ. «In the X-Ray»; 1949)

### 1950-ті
- «Хай дзвенить свобода» або «Вовча зграя» (англ. «Let Freedom Ring» або англ. «The Wolf Pack»; 1950)
- «Чорна вівця» (англ. «The Black Ewe»; 1950)
- «Марсіани, тримайтеся подалі!» (англ. «Martians, Keep Out!»; 1950)
- «Лев і ягня» (англ. «The Lion and the Lamb»; 1950)
- «Корабель відпливає опівночі» (англ. «The Ship Sails at Midnight»; 1950)
- «Пізніше, ніж ти думаєш» (англ. «Later Than You Think»; 1950)
- «Зачарований ліс» (англ. «The Enchanted Forest»; 1950)
- «Прийдешній атракціон» (англ. «Coming Attraction»; 1950)
- «Мрець» (англ. «The Dead Man»; 1950)
- «Ви зовсім одні» (англ. «You're All Alone»; 1950)

- «Плач, відьмо!» (англ. «Cry Witch!»; 1951)
- «Гарна дівчина з п'ятьма чоловіками» (англ. «Nice Girl with Five Husbands»; 1951)
- «Зустріч завтра» або «Бідний Супермен» (англ. «Appointment in Tomorrow» / «Poor Superman»; 1951)
- «Темна помста» або «Кігті із темряви» (англ. «Dark Vengeance» / «Claws from the Night»; 1951)
- «Цеберка повітря» (англ. «A Pail of Air»; 1951)
- «Коли помруть останні боги» (англ. «When the Last Gods Die»; 1951)

- «День доктора Кометевського» (англ. «Dr. Kometevsky's Day»; 1952)
- «Місяць — зелений» (англ. «The Moon Is Green»; 1952)
- «Окопи Марса» (англ. «The Foxholes of Mars»; 1952)
- «Вчорашній будинок» (англ. «Yesterday House»; 1952)
- «Я шукаю Джефа» (англ. «I'm Looking for "Jeff"»; 1952)

- «Велике свято» (англ. «The Big Holiday»; 1953)
- «Ніч, коли він плакав» (англ. «The Night He Cried»; 1953)
- «Невдалий день для продажів» (англ. «A Bad Day for Sales»; 1953)
- «Сім чорних жерців» (англ. «The Seven Black Priests»; 1953)

- «Механічна наречена» (англ. «The Mechanical Bride»; 1954)
- «Тиха гра» (англ. «The Silence Game»; 1954)

- «Останній» (англ. «Last»; 1957)
- «Бійці з часом» (англ. «Time Fighter»; 1957)
- «Друзі та вороги» (англ. «Friends and Enemies»; 1957)
- «Час у колі» (англ. «Time in the Round»; 1957)
- «Феммеквін 973» (англ. «Femmequin 973»; 1957)
- «Велика подорож» (англ. «The Big Trek»; 1957)
- «Що він тут робить?» (англ. «What's He Doing in There?»; 1957)

- «Безмежний час» (англ. «The Big Time»; 1958)
- «Хлібні витрати» (англ. «Bread Overhead»; 1958)
- «Останній лист» (англ. «The Last Letter»; 1958)
- «Куля з його ім'ям» (англ. «Bullet With His Name»; 1958)
- «Маленька стара міс Макбет» (англ. «Little Old Miss Macbeth»; 1958)
- «Повний стіл дівчат» (англ. «A Deskful of Girls»; 1958)
- «Рамп-Тітті-Тітті-Там-ТА-Ті» (англ. «Rump-Titty-Titty-Tum-TAH-Tee»; 1958)
- «Простір-час для стрибунців» (англ. «Space-Time for Springers»; 1958)
- «Спробуй змінити минуле» (англ. «Try and Change the Past»; 1958)

- «Ранок прокляття» (англ. «Damnation Morning»; 1959)
- «Будинок сеньйори Дельґадо» (англ. «The House of Mrs. Delgado»; 1959)
- «Несправна влада» (англ. «The Improper Authorities»; 1959)
- «Скрутні часи в Ланкмарі» (англ. «Lean Times in Lankhmar»; 1959)
- «Число Звіра» (англ. «The Number of the Beast»; 1959)
- «Павутиння розуму» (англ. «The Mind Spidery»; 1959)
- «Розсіяний склероз, знайдений у вирі» (англ. «MS Found in a Maelstrom»; 1959)
- «Наші канікули на тарілці» (англ. «Our Saucer Vacation»; 1959)
- «Труба мрії» (англ. «Pipe Dream»; 1959)
- «Психоз з космосу» (англ. «Psychosis from Space»; 1959)
- «Нагорода» (англ. «The Reward»; 1959)
- «Срібні яйцеголови» (англ. «The Silver Eggheads»; 1959)
- «Спокій, або інакше!» або «Майбутнє з привидами» (англ. «Tranquility, Or Else!» або англ. «The Haunted Future»; 1959)

### 1960-ті
- «Маріанна» (англ. «Mariana»; 1960)
- «Ніч довгих ножів» або «Вовча пара» (англ. «The Night of the Long Knives» або англ. «The Wolf Pair»; 1960)
- «Найстаріший солдат» (англ. «The Oldest Soldier»; 1960)
- «Щури Лімба» (англ. «Rats of Limbo»; 1960)
- «Шизо Джиммі» (англ. «Schizo Jimmie»; 1960)
- «Без морського короля» (англ. «When the Sea-King's Away»; 1960)

- «Вся трава на світі» (англ. «All the Weed in the World»; 1961)
- «Біт Кластер» (англ. «The Beat Cluster»; 1961)
- «Окуляри доктора Драґоне» (англ. «The Goggles of Dr. Dragonet»; 1961)
- «Інкубатор мрій» (англ. «Hatchery of Dreams»; 1961)
- «Творчість для котів» (англ. «Kreativity for Kats»; 1961)
- «Крик вовка» (англ. «Scream Wolf»; 1961)
- «Дочка Скілли» (англ. «Scylla's Daughter»; 1961)
- «Гість з далекого Сходу» (англ. «A Visitor from Back East»; 1961)

- «Божевільня на 64 клітини» (англ. «The 64-Square Madhouse»; 1962)
- «Великий механізм» (англ. «The Big Engine»; 1962) — скорочена версія «Ви зовсім одні» (англ. «You're All Alone»)
- «Трохи темного світу» (англ. «A Bit of the Dark World»; 1962)
- «Створіння з глибин Клівленда» aka «Самітній вовк» (англ. «The Creature from Cleveland Depths» / «The Lone Wolf»; 1962)
- «Людина, яка подружилася з електрикою» (англ. «The Man Who Made Friends with Electricity»; 1962)
- «Дзеркало» (англ. «Mirror»; 1962)
- «Гамбіт Моріарті» (англ. «The Moriarty Gambit»; 1962)
- «Таємні пісні» (англ. «The Secret Songs»; 1962)
- «Орбіта снігової кучугури» (англ. «The Snowbank Orbit»; 1962)
- «Тринадцятий крок» (англ. «The Thirteenth Step»; 1962)
- «Нечестивий Грааль» (англ. «The Unholy Grail»; 1962)

- «237 балакучих статуй і так далі» (англ. «237 Talking Statues, Etc.»; 1963)
- «Базар дивацтв» (англ. «Bazaar of the Bizarre»; 1963)
- «Демон-скриня» (англ. «The Casket-Demon»; 1963)
- «Хмара ненависті» (англ. «The Cloud of Hate»; 1963)
- «Злочини проти пристрасті» (англ. «Crimes Against Passion»; 1963)
- «Сад зла доктора Адамса» (англ. «Dr. Adams' Garden of Evil»; 1963)
- «Гра для кімнати в мотелі» (англ. «Game for Motel Room»; 1963)
- «Заминка в космосі» (англ. «A Hitch in Space»; 1963)
- «Дитячий садок» (англ. «Kindergarten»; 1963)
- «Міфи, яких мене навчила правнучка» (англ. «Myths My Great-Granddaughter Taught Me»; 1963)
- «Ніякої великої магії» (англ. «No Great Magic»; 1963)
- «Павук» (англ. «The Spider»; 1963)
- «Успіх» (англ. «Success»; 1963)
- «Х — позначає пішохідний перехід» (англ. «X Marks the Pedwalk»; 1963)

- «Будьте в доброму гуморі» (англ. «Be of Good Cheer»; 1964)
- «Чорний гондольєр» (англ. «The Black Gondolier»; 1964)
- «Лежи тихо, Білосніжко» (англ. «Lie Still, Snow White»; 1964)
- «Лорди Квармолла» (англ. «The Lords of Quarmall»; 1964)
- «Північ у дзеркальному світі»  (англ. «Midnight in the Mirror World»; 1964)
- «Коли дмуть змінні вітри» (англ. «When the Change-Winds Blow»; 1964)
- «Циклопи» (англ. «Cyclops»; 1965)
- «Далеко до Циґнуса» (англ. «Far Reach to Cygnus»; 1965)
- «Чотири привиди в Гамлеті» (англ. «Four Ghosts in Hamlet»; 1965)
- «Добрі нові дні» (англ. «The Good New Days»; 1965)
- «Хід конем» (англ. «Knight to Move»; 1965)
- «Місячна дуель» (англ. «Moon Duel»; 1965)
- «Зоряний док» (англ. «Stardock»; 1965)

- «Кристальна тюрма» (англ. «The Crystal Prison»; 1966)
- «Потонув без сліду» (англ. «Sunk Without Trace»; 1966)
- «До Аркгему й зірок»[en] (англ. «To Arkham and the Stars»; 1966)

- «Автовідповідач» (англ. «Answering Service»; 1967)
- «Чорний коридор» (англ. «Black Corridor»; 1967)
- «Кину я кості» (англ. «Gonna Roll the Bones»; 1967)
- «Внутрішні кола» або «Зимові мухи» (англ. «The Inner Circles» або англ. «The Winter Flies»; 1967)

- «Божевільний Аннаой» (англ. «Crazy Annaoj»; 1968)
- «У відьомському наметі» (англ. «In the Witch's Tent»; 1968)
- «Одна станція шляху» (англ. «One Station of the Way»; 1968)
- «Привид блукає Техасом» (англ. «A Specter is Haunting Texas»; 1968)
- «Квадратний корінь мозку» (англ. «The Square Root of Brain»; 1968)
- «Їх господиня — море» (англ. «Their Mistress, the Sea»; 1968)
- «Вимкнені голови» (англ. «The Turned-off Heads»; 1968)
- «Два найкращих злодія в Ланхмарі» (англ. «The Two Best Thieves in Lankhmar»; 1968)
- «Коли Брахма прокидається» (англ. «When Brahma Wakes»; 1968)
- «Не та гілка» (англ. «The Wrong Branch»; 1968)

- «Кінець битви при Офаї» (англ. «Endfray of the Ofay»; 1969)
- «Річмонд, кінець вересня 1849 року» (англ. «Richmond, Late September, 1849»; 1969)
- «Корабель тіней» (англ. «Ship of Shadows»; 1969)
- «Коли вони відкрито ходять» (англ. «When They Openly Walk»; 1969)

### 1970-ті
- «Америка прекрасна» (англ. «America the Beautiful»; 1970)
- «Прокляття кола» (англ. «The Circle Curse»; 1970)
- «Лиха зустріч у Ланкмарі» (англ. «Ill Met in Lankhmar»; 1970)
- «Ціна болю-полегшення» (англ. «The Price of Pain-Ease»; 1970)
- «Снігові жінки» (англ. «The Snow Women»; 1970)
- «Золоте, чорне і срібне» (англ. «Gold, Black, and Silver»; 1971)
- «Чергова бочка вина» (англ. «Another Cask of Wine»; 1972)
- «Глухий удар» (англ. «The Bump»; 1972)
- «День темний, ніч світла» (англ. «Day Dark, Night Bright»; 1972)
- «Пожирачі лотосів» (англ. «The Lotus Eaters»; 1972)
- «Приманка» (англ. «The Bait»; 1973)
- «Три коти» (англ. «Cat Three»; 1973)
- «Смуток ката» (англ. «The Sadness of the Executioner»; 1973)
- «У пастці в країні тіней» (англ. «Trapped in the Shadowland»; 1973)
- «Красуня та чудовиська» (англ. «Beauty and the Beasts»; 1974)
- «Котяча колиска» (англ. «Cat's Cradle»; 1974)
- «Чи знаєте ви Дейва Вензеля?» (англ. «Do You Know Dave Wenzel?»; 1974)
- «Опівночі за годинником Морфі»[en] (англ. «Midnight by the Morphy Watch»; 1974)
- «Таємничі справи в музеї Метрополітен» (англ. «Mysterious Doings in the Metropolitan Museum»; 1974)
- «Безпритульний» (англ. «WaIF»; 1974)
- «Белсен Експрес» (англ. «Belsen Express»; 1975)
- «Ловіть той цепелін!» (англ. «Catch That Zeppelin!»; 1975)
- «Рукавичка» (англ. «The Glove»; 1975)
- «У пастці в зоряному морі» (англ. «Trapped in the Sea of Stars»; 1975)
- «Під перстами богів» (англ. «Under the Thumbs of the Gods»; 1975)
- «Темні крила» (англ. «Dark Wings»; 1976)
- «Смерть принців» (англ. «The Death of Princes»; 1976)
- «Найстрашніший зруйнований світанковий світ» (англ. «The Eeriest Ruined Dawn World»; 1976)
- «Морозне чудовисько» (англ. «The Frost Monstreme»; 1976)
- «Жах з глибин» (англ. «The Terror from the Depths»; 1976)
- «Принцеса у вежі на висоті 250 000 миль» (англ. «The Princess in the Tower 250,000 Miles High»; 1977)
- «Острів Райм» (англ. «Rime Isle»; 1977)
- «Обряд весни» (англ. «A Rite of Spring»; 1977)
- «Морська магія» (англ. «Sea Magic»; 1977)
- «Чорне дзеркало» (англ. «Black Glass»; 1978)
- «Мер Ше» (англ. «The Mer She»; 1978)
- «Формовщик ґудзиків» (англ. «The Button Molder»; 1979)
- «Людина, яка була одружена з простором і часом» (англ. «The Man Who Was Married to Space and Time»; 1979)

### 1980-ті
- «Ремонтники» (англ. «The Repair People»; 1980)
- «Великий льодовик Сан-Франциско» (англ. «The Great San Francisco Glacier»; 1981)
- «Моторошні уявлення» (англ. «Horrible Imaginings»; 1982)
- «Місячний ілюмінатор» (англ. «The Moon Porthole»; 1982)
- «Котячий готель» (англ. «The Cat Hotel»; 1983)
- «Прокляття малих і зірок» (англ. «The Curse of the Smalls and the Stars»; 1983)
- «Чорний колір має свої принади» (англ. «Black Has Its Charms»; 1984)
- «Примарне світло» (англ. «The Ghost Light»; 1984)
- «Мишолов спускається нижче» (англ. «The Mouser Goes Below»; 1988)
- «Задушливий вечір у Ланхмарі за участю Гісвета» (англ. «Slack Lankhmar Afternoon Featuring Hisvet»; 1988)

### 1990-ті
- «Заміна Вілмеру: Історія привидів» (англ. «Replacement for Wilmer: A Ghost Story»; 1990)
- «Тричі прив'язаний кіт» (англ. «Thrice the Brinded Cat»; 1993)

### 2000-ні
- «Величезна спальня» (англ. «The Enormous Bedroom»; 2002)

## П'єси
- «Швидко по Зодіаку: Фарс» (англ. «Quicks Around the Zodiac: A Farce»; 1983, Newcastle, VA: Cheap Street)

## Збірки
- «Нічні чорні агенти»[en] (англ. «Night's Black Agents»; 1947)
- «Двоє шукали пригод»[en] (англ. «Two Sought Adventure»; 1957)
- «Павук розуму та інші історії» (англ. «The Mind Spider and Other Stories»; 1961) — збірка з 6 оповідань
- «Тіні мають очі» (англ. «Shadows With Eyes»; 1962) — збірка з 6 оповідань
- «Цеберка повітря» (англ. «A Pail of Air»; 1964) — збірка з 11 оповідань
- «Кораблі до зірок» (англ. «Ships to the Stars»; 1964) — збірка з 6 оповідань
- «Ніч вовка» (англ. «The Night of the Wolf»; 1966) — збірка з 4 оповідань
- «Таємні пісні» (англ. «The Secret Songs»; 1968) — збірка з 11 оповідань
- «Нічні монстри» (англ. «Night Monsters»; 1969) — збірка з 4 оповідань
- «Найкраще з Фріца Лайбера»[en] (англ. «The Best of Fritz Leiber»; 1974) — збірка з 22 оповідань
- «Книга Фріца Лайбера»[en] (англ. «The Book of Fritz Leiber»; 1974) — збірка з 10 історій і 9 статей
- «Друга книга Фріца Лайбера»[en] (англ. «The Second Book of Fritz Leiber»; 1975) — збірка з 4 історій, 1 п'єси та 6 статей
- «Базар дивацтв»[en] (англ. «Bazaar of the Bizarre»; 1978)
- «Герої та жахи»[en] (англ. «Heroes and Horrors»; 1978) — збірка з 9 історій
- «Корабель тіней» (англ. «Ship of Shadows»; 1979) — збірка з 5 оповідань і роману «Великі часи»
- «Війна змін» (англ. «Changewar»; 1983) — збірка з 7 історій
- «Примарне світло» (англ. «The Ghost Light»; 1984) — збірка з 9 історій з ілюстраціями та автобіографічним есеєм
- «Хроніки Лайбера» (англ. «The Leiber Chronicles»; 1990) — збірка з 44 оповідань
- «Ґаммітч і друзі» (англ. «Gummitch and Friends»; 1992)
- «Нещастя зустрілися в Ланхмарі»[en] (англ. «Ill Met in Lankhmar»; White Wolf Publishing, 1995, ISBN 1-56504-926-8) — об'єднує «Мечі та чортівня» (1970) та «Мечі проти смерті» (1970)
- «Скрутні часи в Ланхмарі» (англ. «Lean Times in Lankhmar»; White Wolf Publishing, 1996, ISBN 1-56504-927-6) — об'єднує «Мечі в тумані» (1970) та «Мечі проти чаклунства» (1970)
- «Повернення до Ланхмара» (англ. «»; White Wolf Publishing, 1997, ISBN 1-56504-928-4) — об'єднує «Мечі Ланхмара» (1968) та «Мечі та крижана магія» (1977)
- «Темні леді» (англ. «Dark Ladies»; NY: Tor Books, 1999)
- «Чорний гондоль'єр» (англ. «The Black Gondolier»; 2000) — збірка з 18 оповідань
- «Димовий привид та інші привиди» (англ. «Smoke Ghost and Other Apparitions»; 2002) — збірка з 18 оповідань
- «День темний, ніч світла» (англ. «Day Dark, Night Bright»; 2002) — збірка з 20 оповідань
- «Жахливі уявлення» (англ. «Horrible Imaginings»; 2004) — збірка з 15 оповідань
- «Дивні дива» (англ. «Strange Wonders»; Subterranean Press, 2010) — збірка з 48 неопублікованих і робіт, що не увійшли до збірки